# Мовне запозичення
Мовне запози́чення (інколи етранжизм) — це слова, які запозичені з інших мов та вживаються без змін. Запозичення — елемент чужої мови (слово, морфема, синтаксична конструкція та ін.), який було перенесено з однієї мови до іншої в результаті мовних контактів, а також сам процес (запозича́ння) переходу елементів однієї мови до іншої. Запозичене слово — це інкорпороване слово, взяте з іншої мови (на відміну від успадкованих слів, які були в мові з давніх часів). Можна розрізняти запозичені слова та іноземні слова, де різниця полягає в тому, що запозичені слова більшою мірою включені в мову одержувача.
Останнім часом в українській мові поширилося помилкове вживання в цьому значенні іншого терміна «калька».

## Опис
Зазвичай запозичуються слова, а рідше — синтаксичні та фразеологічні вирази. Запозичення окремих звуків та словотворчих морфем (суфіксів, префіксів, коренів) відбувається у процесі їхнього вторинного виділення з більшої кількості запозичених слів. Запозичення пристосовуються до системи мови-позичальниці, а іноді настільки нею засвоюються, що іншомовне походження таких слів не відчувається носіями мови та виявляється лише за допомогою етимологічного аналізу. Це стосується, наприклад, таких запозичень з тюркських мов (тюркізмів) як гарбуз, кавун, отара, козак.
На відміну від таких повністю засвоєних запозичень, так звані іноземні слова (етранжизми) зберігають сліди свого іншомовного походження у вигляді звукових, орфографічних, граматичних та семантичних особливостей. Іноземні слова зазвичай належать до спеціальних галузей знань або виробництва (наприклад, ентомологія — наука про комах). Іноді вони позначають властиві чужим народам чи країнам поняття (етнографізми, регіоналізми, екзотизми) — наприклад, камамбер — сорт французького сиру. Такі слова тлумачаться словниками іншомовних слів або включаються до звичайних тлумачних словників.
Оскільки запозичення є результатом тривалої історичної взаємодії мов та їхнього змішування, то запозичення займають значне місце у лексиці багатьох мов. Підсилена взаємодія мов при зростальній ролі культурних та економічних зв'язків між народами та країнами, а також при глобалізації, призводить до виникнення особливого шару запозичень, що іменуються інтернаціональними словами (інтернаціоналізмами). В українській мові прикладами таких слів є комітет, проєкт, інфляція та інші. У європейських мовах основний фонд інтернаціоналізмів складають слова, запозичені з грецької та латинської мов, на Близькому та Середньому Сході — слова з арабської та перської мов, на Далекому Сході — слова з китайської мови. Інтернаціональні слова часто належать до спеціальної термінології різних галузей знань, техніки та міжнародних відносин.
Канали запозичень можуть бути як усні (на слух), так і книжкові (письмові) (за літерами). При усному запозиченні слово зазнає більше змін, аніж при книжковому запозиченні. Якщо слово входить до мови іншого народу з одночасним запозиченням нового предмета чи поняття, то значення цього слова не міняється; але у випадку входження нового слова як синоніма до вже наявного у мові слова, між цими синонімами відбувається розмежування значень та спостерігаються зсуви у первісній семантиці. Такі запозичення іноді називають проникненнями.
Етимологічні дублети — це слова, що розвилися з одного кореня, але були запозичені при посередництві різних мов, або запозичені у різні часи з тієї самої мови. Етимологічні дублети мають неоднакове значення, вимову та написання. Наприклад, кристал і кришталь (з грецької). При запозиченні зі спорідненої мови дублетами можуть стати власне слово і запозичене, наприклад, вузол (власне українське) та вензель (з польської).
Шляхи руху слова з одної мови до іншої можуть бути прямими або непрямими. Українське слово кришталь запозичене з грецької мови (κρύσταλλος «лід») через латинську (crystallus «кришталь»), чеську (křištál) й польську (kryształ); а слово кристал також запозичено з грецької мови (κρύσταλλος «лід»), але вже через латинську (crystallus «кришталь») та німецьку (Kristall) або французьку (cristal).
Морфологічно складне запозичене слово у мові-позичальниці зазнає спрощення та сприймається як просте непохідне. Так, у слові магазин, яке прийшло до української мови через посередництво французької (magasin) з арабської (mahāzin «склади») вже не відчувається первісного значення множини та зв'язку з однокореневим йому арабським словом казна (арабське hazna «скарб, казна»), яке проникло до української мови через турецьку мову (hazna, hazne). (В арабській мові ці слова мають спільний корінь h-z-n).
При масовому запозиченні іноземних слів зі спільними коренями та різними суфіксами або ж з різними коренями та спільними суфіксами ці словотворчі елементи можуть виділятися у мові, яка запозичує, та навіть утворювати нові слова. Так сталося, наприклад, з грецькими суфіксами -іст, -ізм.
Близько до запозичень стоять кальки (структурні запозичення), коли запозичена структура виражається питомим лексичним матеріалом.